# Acurenam (Litoral)
Acurenam ist ein Ort in Äquatorialguinea.

## Lage
Der Ort liegt an einer Verkehrsroute zwischen Bata und Mbini in der Provinz Litoral auf dem Festlandteil des Staates. Niefang liegt im Hinterland der Küste, ca. 3,5 km südwestlich von Makomo bei Afan und Niefang.

## Klima
In der Stadt, die sich nah am Äquator befindet, herrscht tropisches Klima.